# Ernst Ocwirk

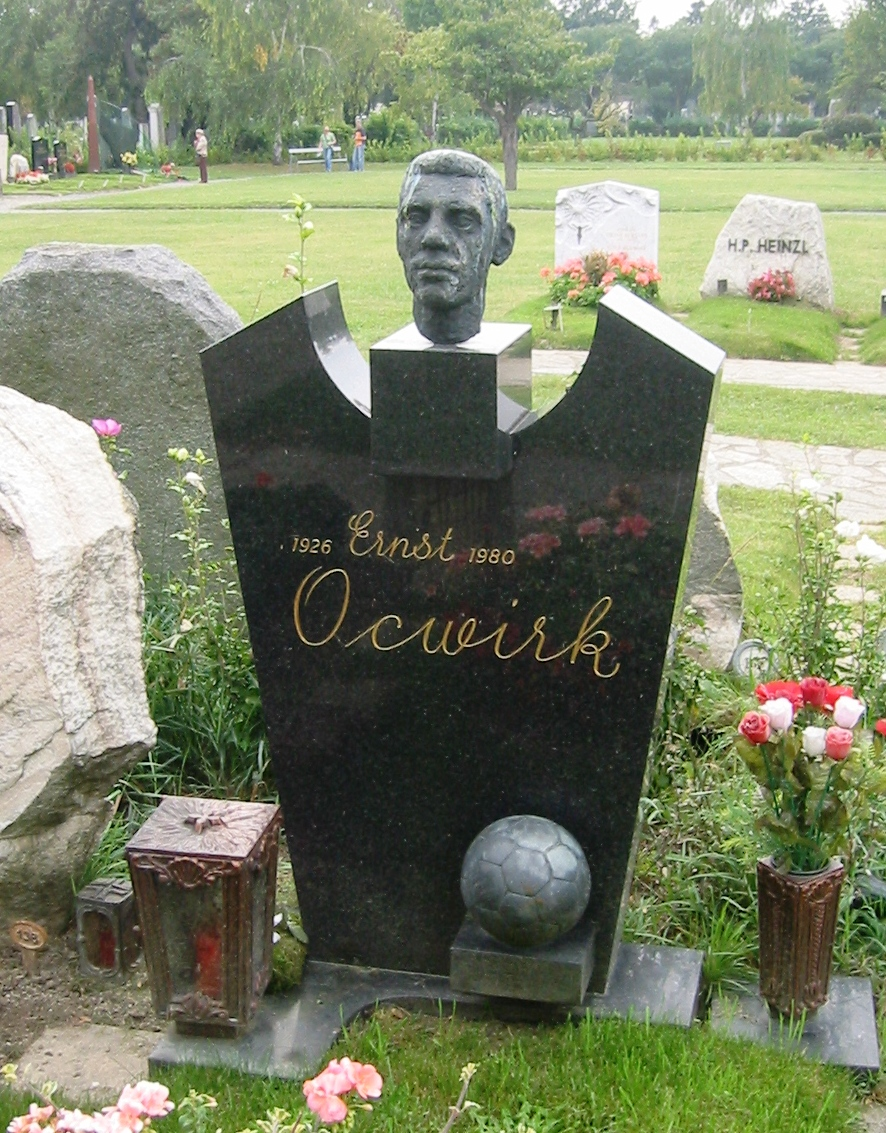
Tumba de Ocwirk en Zentralfriedhof de Viena.

Ernst Ocwirk (Viena, 7 de marzo de 1926 – Klein-Pöchlarn, 23 de enero de 1980) fue un futbolista y entrenador austriaco. Está considerado uno de los mejores futbolistas de la historia de Austria.

## Trayectoria
Comenzó jugando de delantero centro hasta que el antiguo jugador internacional Josef Smistik le situó como mediocentro cuando militaba en el Floridsdorfer. Smistik trató de llevarlo al Rapid Viena, pero fue finalmente al FK Austria. Con este equipo jugó durante una década y ganó cinco ligas y tres copas. Fichó por la Sampdoria de Alberto Ravano, donde jugó durante cinco temporadas, llegando a ser capitán del equipo. En 1961 retornó al FK Austria donde jugó la siguiente temporada, obteniendo el doblete de liga y copa.

### Clubes
| Club             | País    | Año       |
| ---------------- | ------- | --------- |
| Floridsdorfer AC | Austria | 1942-1947 |
| Austria Wien     | Austria | 1947-1956 |
| Sampdoria        | Italia  | 1956-1961 |
| Austria Wien     | Austria | 1961-1963 |

## Selección nacional
Con la selección de Austria disputó 62 partidos, entre los años 1947 y 1956, marcando 6 goles. Participó en los Juegos Olímpicos de Londres de 1948 y en la copa del Mundo de 1954, celebrada en Suiza, en la que la selección obtuvo la tercera posición, siendo Ocwirk elegido dentro de la selección ideal del campeonato.

## Entrenador
Como entrenador, su trayectoria se reparte entre Italia (Sampdoria), Austria (Austria de Viena) y Alemania (1. FC Colonia).
Murió el 23 de enero de 1980, a la edad de 53 años de esclerosis múltiple, en Klein-Pöchlarn, Baja Austria, el mismo día que Matthias Sindelar había muerto 41 años antes.